# Europese weg 604
De Europese weg 604 of E604 is een weg die uitsluitend door Frankrijk loopt.
De weg begint bij Tours en eindigt in Vierzon.

## Nationale wegnummers
De E604 loopt over de volgende nationale wegnummers:
| Nummer    | Tracé           |
| Frankrijk | Frankrijk       |
| --------- | --------------- |
|           | Tours - Vierzon |